# Тарган (Киевская область)
Тарга́н (укр. Тарган) — село, входит в Володарский район Киевской области Украины.
Население по переписи 2001 года составляло 559 человек. Почтовый индекс — 09362. Телефонный код — 4569. Занимает площадь 2,105 км². Код КОАТУУ — 3221688001.

## Местный совет
09362, Київська обл., Володарський р-н, с.Тарган, вул.Пролетарська,26